# Dryosaurus
Dryosaurus (il cui nome significa "lucertola quercia", in greco δρυς/drys che significa 'albero' o 'quercia' e σαυρος/sauros che significa 'lucertola', in riferimento al suo presunto habitat forestale e alla leggera somiglianza dei denti di questo animale con le foglie di tale albero) è un genere estinto di dinosauro ornitopode dryosauride vissuto nel Giurassico superiore, circa 155-145 milioni di anni fa, in Nord America. Il genere contiene due specie: la specie tipo D. altus e D. elderae. Originariamente, i generi Valdosaurus e Dysalotosaurus erano stati pensati come un sinonimi di Dryosaurus, ma furono poi classificati come generi a sé stanti.
Negli Stati Uniti è stato ritrovato all'interno della Formazione Morrison, ovvero in quegli strati che hanno restituito alla luce dinosauri famosissimi come il famoso Brontosaurus, l'Apatosaurus, il Diplodocus, lo Stegosaurus, l'Allosaurus, il Ceratosaurus e l'Ornitholestes.

## Descrizione

Dimensioni di D. elderae

Il Dryosaurus era un tipico dinosauro erbivoro bipede, dal corpo allungato una lunga coda rigida, lunghe gambe muscolose da corridore, mentre le braccia anteriori erano tozze e corte dotate di cinque corte dita, il cranio era corto e semi-triangolare terminante con un piccolo becco. L'animale possedeva una lunghezza di 4,5 metri negli esemplari più grandi. Le dimensioni medie, comunque, si aggiravano intorno a i 3 - 3,5 metri di lunghezza, 1,40 di altezza al bacino e agli 80 chilogrammi di peso.
Nonostante sia spesso raffigurato nell'atto di compiere veloci corse, questo dinosauro aveva infatti il femore più lungo della tibia, un tratto caratteristico degli animali camminatori. È interessante notare che anche un piccolo carnivoro snello vissuto nello stesso ambiente, Ornitholestes, possedeva queste caratteristiche. Probabilmente questi animali vivevano nelle foreste intricate, dove era particolarmente difficile affidarsi alla corsa. Forse Dryosaurus era un animale gregario, che viveva in branchi per proteggere i piccoli dai predatori.
Il Dryosaurus aveva cinque dita in ciascuna "mano". Quando andava in cerca di cibo, probabilmente usava le mani per raccogliere le piante, allungando le robuste braccia per aggrapparsi ai rami di cui si nutriva. La coda, lunga e robusta, era probabilmente irrigidita e controbilanciava il resto del corpo durante la locomozione bipede. Il Dryosaurus non aveva denti nella parte anteriore della bocca e usava il suo becco osseo per tagliare le piante di cui si cibava. Si ipotizza che questo dinosauro avesse l'abitudine di accumulare i bocconi nelle tasche guanciali di cui sarebbe stato dotato, per poi triturarlo con i denti posteriori.

## Classificazione

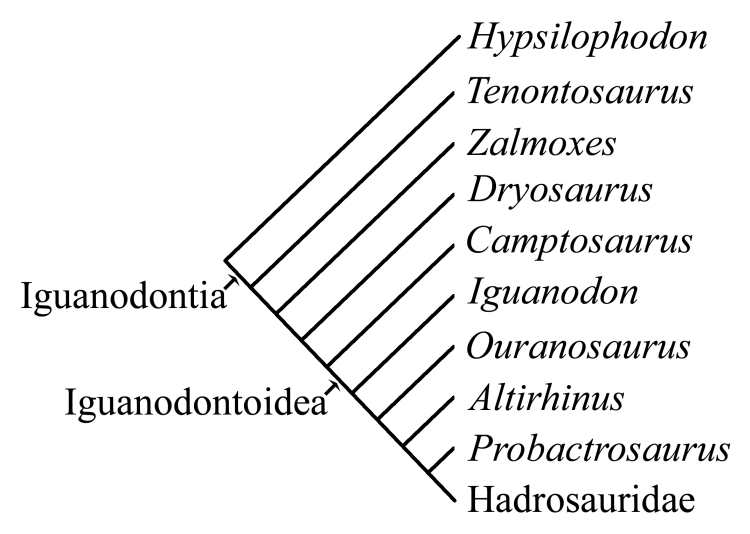
Cladogramma che indica la posizione tassonomica di Dryosaurus

Il Dryosaurus è stato originariamente avvicinato agli hipsilofodontidi, ornitopodi primitivi, ma in realtà dimostra di essere più evoluto: innanzitutto le dimensioni maggiori e la struttura più massiccia mostrano una tendenza, classica degli ornitopodi, all'aumento della massa corporea come difesa nei confronti dei predatori. In secondo luogo, l'assenza del primo dito del piede è tra le caratteristiche che permettono di classificare il driosauro e i suoi stretti parenti (famiglia dei driosauridi) nel gruppo degli iguanodonti, grandi erbivori semibipedi che apparvero nel Giurassico, ma raggiunsero la loro massima espansione nel Cretaceo. Accanto a Dryosaurus vivevano sia ornitopodi più primitivi (ad esempio Othnielia, simile agli ipsilofodontidi ma già più evoluto) sia ornitopodi anticipatori di forme successive (come Camptosaurus, antenato dell'Iguanodon).

## Storia della scoperta

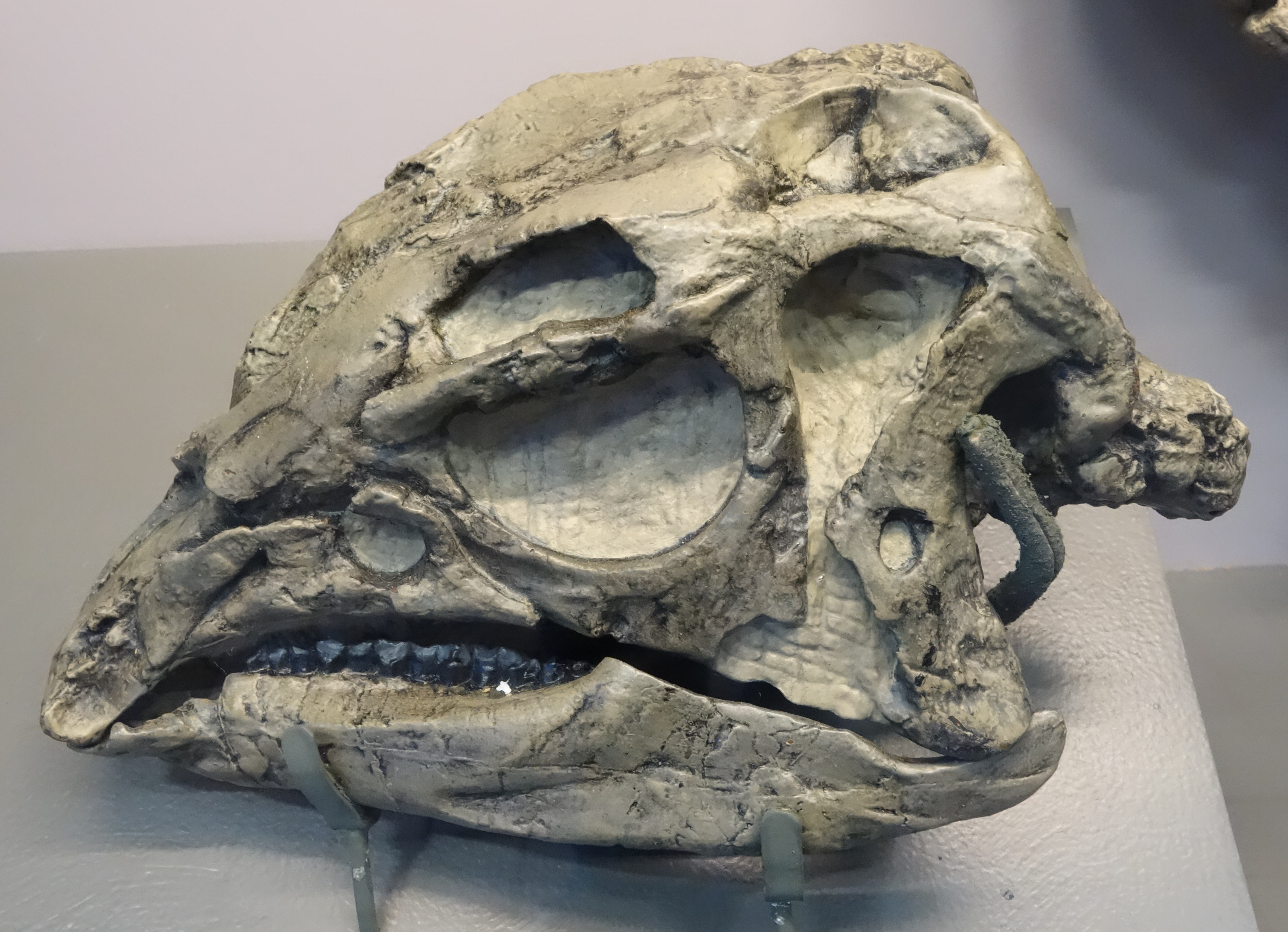
Cranio olotipo di D. elderae

Nel 1876, il paleontologo Samuel Wendell Williston della Contea di Albany, Wyoming, scoprì dei resti di un piccolo euornitopode. Nel 1878, il professor Othniel Charles Marsh descrisse l'animale come Laosaurus e la specie Laosaurus altus. Il nome specifico altus, che in latino significa "alto", si riferisce al fatto che l'animale era ben più grande della specie Laosaurus celer. Nel 1894, Marsh riclassificò l'animale come un genere a sé stante, ribattezzandolo Dryosaurus. Il nome generico significa letteralmente "lucertola quercia", dal greco δρυς/drys che significa 'albero' o 'quercia' e σαυρος/sauros che significa 'lucertola', in riferimento al suo presunto habitat forestale e alla leggera somiglianza dei denti di questo animale con le foglie di tale albero. Dopo essere stato ribattezzato come Dryosaurus la specie è stata cambiata in D. altus, divenendone la specie tipo.

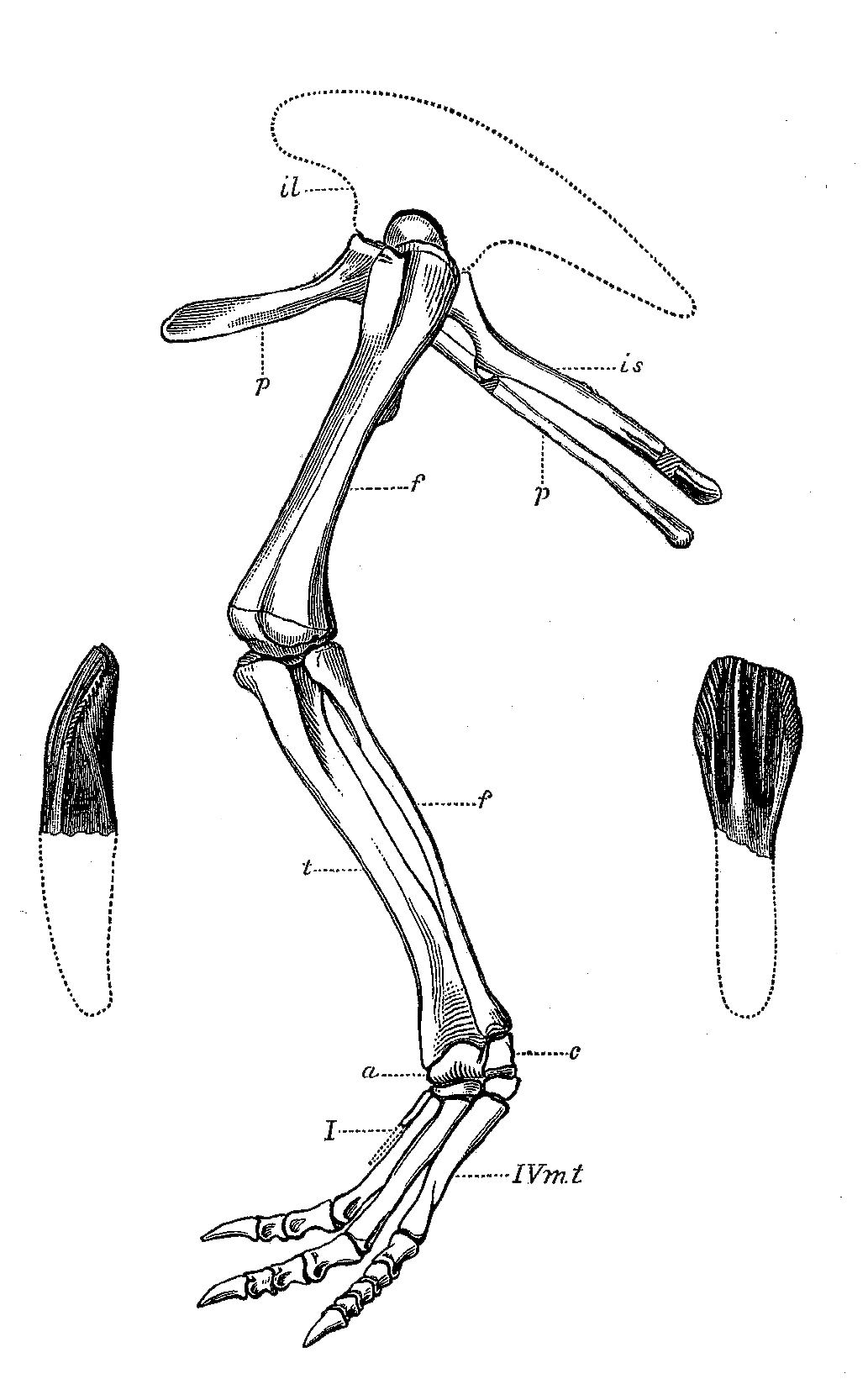
Ricostruzione grafica di bacino, gamba, e denti di D. altus

Il olotipo, YPM 1876 , fu ritrovato in uno strato superiore della Formazione Morrison, risalente al Titoniano. L'olotipo è composto da uno scheletro parziale, comprendente un cranio piuttosto completo e avente la mandibola. Successivamente sono stati ritrovati altri fossili provenienti dal Wyoming, sempre della specie D. altus. Tra i più importanti vi sono i campioni: YPM 1884 che comprende la metà posteriore di uno scheletro; AMNH 834 composto da uno scheletro parziale, mancante del cranio e CM 1949 provvisto della metà posteriore dello scheletro, ritrovato nel 1905 da William H. Utterback. Nel 1922, nello Utah, Earl Douglass scoprì un nuovo esemplare di Dryosaurus in quello che è oggi il Dinosaur National Monument; l'esemplare di Douglass, CM 11340, era provvisto della metà anteriore dello scheletro di un individuo giovane; Altri esemplari noti sono il: CM 3392 composto da uno scheletro provvisto di cranio ma mancante di coda; CM 11337, uno scheletro parziale di un esemplare giovanile e DNM 1016 composto solo da un ileo sinistro. Altri fossili sono stati ritrovati in Colorado. I paleontologi Lily Park, Moffat County, James Leroy Kay e Albert C. Lloyd scoprirono, nel 1955, un nuovo scheletro privo di testa e collo, mentre i paleontologi Malcolm Galton e James Alvin Jensen, nel 1973, descrissero il campione BYU ESM-171R, composto da alcune vertebre, dalla parte sinistra della mandibola, da una zampa anteriore sinistra e le zampe posteriori.
Nel 2010, Gregory S. Paul suggerì nella sua guida sul campo sui dinosauri (seconda edizione pubblicata nel 2016) che il materiale rinvenuto nello Utah, possa rappresentare un'ulteriore nuova specie. Questa teoria è stata confermata da Carpenter e Galton (2018), che hanno descritto dal Dinosaur National Monument una nuova specie di Dryosaurus, la specie D. elderae.
Oltre al D. altus e D. elderae, nel genere sono state nominate molte altre specie. La prima di queste fu nominata per caso quando nel 1903 Giuseppe de Stefano ribattezzò Crocodylus phosphaticus (Thomas, 1893) in Dryosaurus phosphaticus; avendo intenzione di chiamarlo Dyrosaurus phosphaticus. Questo nome venne usato solo da Éric Buffetaut, nel 1981.

## Paleobiologia

### Dieta e dentatura
Secondo la diagnosi del curatore del museo John Foster, i denti del Dryosaurus erano caratterizzati da una "forte cresta mediana sulla superficie laterale." Tale dentatura unita alle ridotte dimensioni dell'animale avrebbero permesso al Dryosaurus di cibarsi principalmente della bassa vegetazione che cresceva nelle antiche pianure alluvionali del Nord America e della Tanzania. Probabilmente il piccolo Dryosaurus si muoveva circospetto in piccoli gruppi mentre usavano le corte zampe per portare il cibo a portata di becco per poi tagliare le dure piante con il becco tagliente.

### Crescita e sviluppo
Il ritrovamento di un cucciolo di Dryosaurus all'interno del Dinosaur National Monument, nello Utah, ha confermato l'ipotesi che il Dryosaurus seguisse modelli di crescita simili a quelli degli altri vertebrati; in giovane età gli occhi dei cuccioli era sproporzionati rispetto al resto del cranio che era breve rispetto al resto del corpo. Con la crescita dell'animale il cranio ed il resto del corpo crescevano ridimensionando gli occhi. Si pensa che creature come il Dryosaurus fossero molto precoci raggiungendo la maturità sessale a soli dieci anni, avendo un modello di crescita indeterminata e tassi di crescita massimi paragonabile ad un grande canguro.

## Paleoecologia

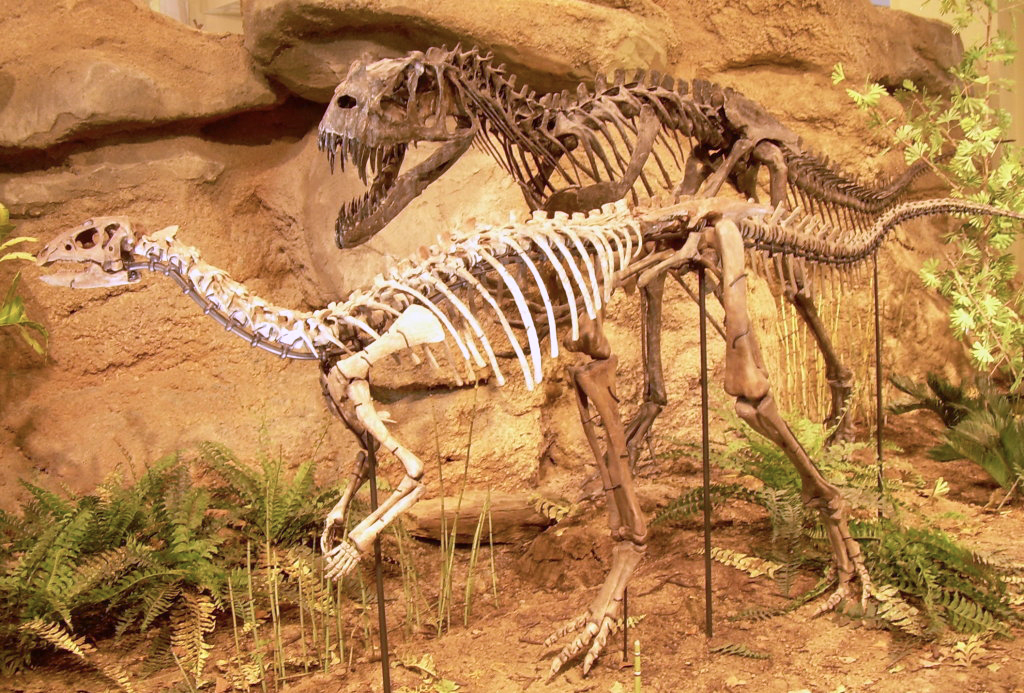
Scheletro di D. elderae inseguito da un Ceratosaurus

L'olotipo di Dryosaurus, YPM 1876, fu scoperto in uno degli strati superiori della Formazione Morrison. Altri resti furono ritrovati anche nei pressi di Uravan, Colorado, dove sono stati rinvenuti centinaia di fossili appartenenti a D. altus ricostruendo gran parte della vita dell'animale. Questo zona è tradizionalmente datata all'Oxfordiano, Kimmeridgiano e ai primi del Titoniano, fasi del periodo Giurassico. Nel 1877, questa formazione divenne il campo di battaglia della famosa "Guerra delle Ossa", una rivalità su chi avrebbe trovato più ossa di dinosauro tra i due accademici Othniel Charles Marsh e Edward Drinker Cope. All'epoca del Dryosaurus l'habitat della formazione era un ambiente semi-arido, con sole due stagioni una delle piogge e una secca. Il bacino Morrison, in cui vivevano i dinosauri, si estendeva dal Nuovo Messico, per l'Alberta fino a Saskatchewan, e si formò quando i precursori della Front Range delle Montagne Rocciose iniziarono a spingere verso l'alto ad ovest. L'habitat comprendeva anche vari torrenti, fiumi e depositi paludosi, oltre che ad essere ricca di vaste pianure alluvionali prive di erba (che all'epoca non si era ancora evoluta), ma ricche di felci e alberi di ginko.
La formazione Morrison possedeva una fauna erbivora dominata da giganteschi dinosauri sauropodi, come il Camarasaurus, Barosaurus, Diplodocus, Apatosaurus, Brachiosaurus e Brontosaurus. Altri dinosauri erbivori che vissero al fianco del Dryosaurus furono il Camptosaurus e lo Stegosaurus. Tra i predatori più voraci che potevano attentare alla vita del Dryosaurus vi erano il piccolo Ornitholestes che poteva predare gli esemplari più giovani e i giganteschi Allosaurus, Torvosaurus e Ceratosaurus che potevano facilmente uccidere un esemplare adulto e ingoiarlo intero. I predatori oggi costituiscono il 70-75% dei fossili ritrovati nella formazione, con Allosaurus che era il più comune all'epoca. Altri vertebrati che ha condiviso questo paleoambiente includevano i bivalvi, lumache, pesci, rane, salamandre, tartarughe, sphenodonti, lucertole, crocodylomorphi terrestri e acquatici e diverse specie di pterosauro. I primi mammiferi erano presenti in questa regione, come ad esempio il Fruitafossor. La flora del periodo era costituita da alghe verdi, funghi, muschi, equiseti, cycadi, ginkgo e diverse famiglie di conifere. Lungo i fiumi la vegetazione era ben più rigogliosa con felci arboree, felci terrestri e alberi come l'Araucaria e la conifera Brachyphyllum.
Altri siti che hanno portato alla luce fossili di Dryosaurus, sono Bone Cabin Cave, la Red Fork del fiume Powder, in Wyoming e Lily Park in Colorado.

## Nella cultura di massa
Il suo tipico aspetto da piccolo dinosauro erbivoro corridore ha fatto del Dryosaurus uno dei dinosauri meglio conosciuti e più interessanti per i paleontologi. Il suo aspetto è da "gazzella del Giurassico". È apparso nel secondo episodio del documentario Nel mondo dei dinosauri, dove faceva sporadiche apparizioni, ed in modo più evidente nello speciale La ballata di Big Al, entrambi della BBC, nonché ne L'impero dei dinosauri di Discovery Channel. È presente pure nei videogiochi Jurassic World Evolution e Jurassic World Evolution 2, nei quali non può difendersi dai carnivori dei due giochi, un po' come tutti gli altri erbivori non corazzati presenti nei giochi.